# Procladius lundstromi
Procladius lundstromi är en tvåvingeart som beskrevs av Maurice Emile Marie Goetghebuer 1936. Procladius lundstromi ingår i släktet Procladius och familjen fjädermyggor.
Artens utbredningsområde är Grönland. Inga underarter finns listade i Catalogue of Life.